# Щербаковка
Щербако́вка (рос. Щербаковка) — село у складі Вадінського району Пензенської області, Росія.
Населення — 14 осіб (2010; 31 у 2002).
Національний склад станом на 2002 рік:
- росіяни — 100 %